# Davies Heights
Die Davies Heights sind ein 150 m hohes, 1,5 km langes und grob elliptisch geformtes Plateau auf King George Island im Archipel der Südlichen Shetlandinseln. Es liegt im nordzentralen Teil der Fildes-Halbinsel. Das Plateau hat steile Flanken und eine wellenförmige Erhebung, die 60 m über das umliegende Gebiet aufragt.
Das UK Antarctic Place-Names Committee benannte diese Formation 1978 nach dem britischen Geologen Robert Elwyn Sandel Davies (* 1953) vom British Antarctic Survey, der von 1975 bis 1976 in diesem Gebiet tätig war.